# Springerville
Springerville is een plaats (town) in de Amerikaanse staat Arizona, en valt bestuurlijk gezien onder Apache County.

## Demografie
Bij de volkstelling in 2000 werd het aantal inwoners vastgesteld op 1972.
In 2006 is het aantal inwoners door het United States Census Bureau geschat op 1997, een stijging van 25 (1.3%).

## Geografie
Volgens het United States Census Bureau beslaat de plaats een oppervlakte van
30,3 km², waarvan 29,9 km² land en 0,4 km² water. Springerville ligt op ongeveer 2125 m boven zeeniveau.

## Plaatsen in de nabije omgeving
De onderstaande figuur toont nabijgelegen plaatsen in een straal van 68 km rond Springerville.